# Conus merletti
Espèce
Conus merletti est une espèce de mollusques gastéropodes marins de la famille des Conidae.
Comme toutes les espèces du genre Conus, ces escargots sont prédateurs et venimeux. Ils sont capables de « piquer » les humains et doivent donc être manipulés avec précaution, voire pas du tout.

## Taxonomie

### Publication originale
L'espèce Conus merletti a été décrite pour la première fois en 1974 par le malacologiste de Nouvelle-Calédonie Sarkis Mayissian,.

### Synonymes
- Conus (Phasmoconus) merletti Mayissian, 1974 · appellation alternative
- Conus moluccensis f. merletti Mayissian, 1974 · non accepté